# Arlo – Cậu bé cá sấu
Arlo – Cậu bé cá sấu (tựa gốc tiếng Anh: Arlo the Alligator Boy) là phim hoạt hình ca nhạc phiêu lưu 2D của Mỹ năm 2021 do Ryan Crego đạo diễn, đồng thời cũng là tác phẩm điện ảnh đầu tay của anh. Phim có sự tham gia lồng tiếng của Michael J. Woodard và Mary Lambert – đây cũng là lần đầu tiên hai ca sĩ này đảm nhiệm vai trò này – cho hai nhân vật chính là Arlo và Bertie. Tác phẩm được công chiếu lần đầu trên Netflix vào ngày 16 tháng 4 năm 2021 và được tiếp nối bởi một loạt phim truyền hình trực tuyến có tựa đề Arlo ở New York vào tháng 8 năm 2021.

## Nội dung
Arlo Beauregard, một cậu bé nửa người nửa cá sấu, được đặt trong cống thoát nước thải ở thành phố New York ngay sau khi chào đời, rồi cậu bị dòng nước cuốn trôi ra đại dương đến một đầm lầy xa xôi, nơi cậu được một người phụ nữ tên Edmée nhận nuôi. Trở thành một thiếu niên, Arlo mong muốn được giao lưu với mọi người nhưng sợ ngoại hình cá sấu của mình sẽ không được xã hội chấp nhận. Vào ngày sinh nhật thứ mười lăm của cậu, Edmée đưa cho Arlo chiếc vòng tay có được từ lúc cậu mới sinh và tiết lộ với Arlo rằng cậu đến từ thành phố New York.
Arlo quyết định đi đến thành phố này để tìm cha ruột của mình – Ansel Beauregard. Trong chuyến đi, Arlo bị phát hiện bởi một người có liên hệ với hai thợ săn cá sấu Ruff và Stucky. Sau khi những người thợ săn tìm thấy cậu, Arlo được cô gái khổng lồ Bertie cứu giúp. Tại một câu lạc bộ đấu vật, cả hai gặp Furlecia, Tony Tí Hon và Alia, và họ đồng ý đưa Arlo và Bertie đến New York sau khi cậu giúp họ giải cứu người bạn Marcellus của mình khỏi một thủy cung.
Đến New York, cả nhóm biết được doanh nhân Ansel Beauregard đang lên kế hoạch xây dựng lại Bãi bờ bên bờ biển – một khu ổ chuột gần bờ biển của thành phố. Tiếp cận Ansel Beauregard, Arlo được Ansel từ chối nhận cậu làm con trai, nhưng Arlo không đồng ý. Thất vọng và đơn độc, Arlo đi vào một cống thoát nước và sau đó được những người bạn mình tìm thấy tại chính Bãi bờ bên bờ biển. Những người bạn giúp Arlo hiểu ra rằng bất kể cậu có khác biệt như thế nào đi chăng nữa, những sai sót của cậu chính là điều khiến cậu trở thành chính của mình.
Tại buổi Met Gala tối hôm đó, Arlo và nhóm bạn đột nhập sự kiện nhưng bị Ruff, Stucky và quái thú đi cùng họ bí mật theo dõi. Sau đó, Arlo làm gián đoạn buổi dạ tiệc và Ansel cố gắng nói cho cậu biết sự thật. Tuy nhiên, Arlo sau đó bị Ruff và Stucky bắt cóc. Sau khi giải cứu Arlo, Ansel tiết lộ với khán giả rằng ông là một người chim và cũng là cha ruột của Arlo. Khi xưa ông từ bỏ cậu để che giấu danh tính người chim của mình và ông muốn Arlo tha thứ cho mình và bắt đầu lại mối quan hệ. Vui mừng, Arlo ôm cha và tha thứ cho ông, nhưng từ chối sống với ông để ở cùng những người bạn của mình. Ansel quyết định để Arlo và nhóm bạn chuyển đến và xây dựng lại khu Bãi bờ bên bờ biển, và Arlo chấp nhận đây chính là nơi cậu thực sự thuộc về. Ở cảnh danh đề, Edmée nhận được một tấm bưu thiếp và bà biết được về cuộc sống mới của Arlo.

## Lồng tiếng
- Michael J. Woodard vai Arlo Beauregard
- Mary Lambert vai Bertie
- Haley Tju vai Alia
- Jonathan Van Ness vai Furlecia
- Brett Gelman vai Marcellus
- Tony Hale vai Tony Tí Hon
- Annie Potts vai Edmée
- Flea vai Ruff
- Jennifer Coolidge vai Stucky
- Vincent Rodriguez III vai Ansel Beauregard
- Fred Tatasciore vai Quái thú

## Sản xuất
Phim được Netflix công bố vào tháng 11 năm 2020 với Ryan Crego đảm nhiệm vai trò đạo diễn. Album nhạc phim được hãng Capitol Records phát hành vào ngày 16 tháng 4 năm 2021.
| Arlo The Alligator Boy: Music From The Netflix Film | Arlo The Alligator Boy: Music From The Netflix Film | Arlo The Alligator Boy: Music From The Netflix Film | Arlo The Alligator Boy: Music From The Netflix Film |
| STT                                                 | Nhan đề                                             | Ca sĩ                                               | Thời lượng                                          |
| --------------------------------------------------- | --------------------------------------------------- | --------------------------------------------------- | --------------------------------------------------- |
| 1.                                                  | "More More More"                                    | Michael J. Woodard                                  | 2:13                                                |
| 2.                                                  | "Happy Birthday to Ya"                              | Annie Potts                                         | 0:45                                                |
| 3.                                                  | "Beyond These Walls"                                | Woodard                                             | 2:27                                                |
| 4.                                                  | "More More More (Reprise)"                          | Woodard                                             | 0:26                                                |
| 5.                                                  | "Follow Me Home (Intro)"                            | Woodard Mary Lambert                                | 0:22                                                |
| 6.                                                  | "Follow Me Home"                                    | Woodard Lambert                                     | 3:34                                                |
| 7.                                                  | "New York, My Home"                                 | Ryan Crego                                          | 0:45                                                |
| 8.                                                  | "Right There with You"                              | Rudi Alizah Gutierrez                               | 2:10                                                |
| 9.                                                  | "Better Life"                                       | Vincent Rodriguez III                               | 2:49                                                |
| 10.                                                 | "The Collage of Broken Dreams"                      | Woodard                                             | 1:39                                                |
| 11.                                                 | "Wash the Hurt Away"                                | Woodard                                             | 2:13                                                |
| 12.                                                 | "Something's Missing"                               | Woodard Rodriguez III                               | 2:56                                                |
| 13.                                                 | "Beautiful Together"                                | Woodard Lambert                                     | 2:42                                                |
| 14.                                                 | "Arlo's Journey (Score Suite)"                      | Alex Geringas                                       | 2:53                                                |
| Tổng thời lượng:                                    | Tổng thời lượng:                                    | Tổng thời lượng:                                    | 27:46                                               |

## Đón nhận

### Đánh giá chuyên môn
Trên hệ thống tổng hợp kết quả đánh giá Rotten Tomatoes, phim nhận được 84% lượng đồng thuận dựa theo 19 bài đánh giá, với điểm trung bình là 7,4/10. Bình luận cho The New York Times, Amy Nicholson viết: "Rất lâu trước khi nhóm bạn tinh quái phá đám sự kiện Met Gala, rõ ràng là đạo diễn Ryan Crego đang đưa những kẻ lập dị vào một cốt truyện quen thuộc" đồng thời cũng khen ngợi "một số câu đùa hoàn toàn xứng đáng". Viết cho Pajiba, Kristy Puchko nhận định sự hiện diện của các yếu tố LGBT trong phim "không chỉ đáng hoan nghênh mà còn mang tính đột phá" và dành nhiều lời khen ngợi cho phong cách kể chuyện, các nhân vật và phần hoạt hoạ.

### Giải thưởng
| Giải thưởng                   | Ngày                 | Hạng mục                                                                               | Đề cử                                                                               | Kết quả      | Nguồn         |
| ----------------------------- | -------------------- | -------------------------------------------------------------------------------------- | ----------------------------------------------------------------------------------- | ------------ | ------------- |
| Giải Annie                    | 12 tháng 3 năm 2022  | Thành tựu đột phá cho dựng phim trong sản phẩm truyền hình/phát sóng hoạt hình         | Steve Downs                                                                         | Đề cử        | [ 9 ]         |
| Giải Annie                    | 12 tháng 3 năm 2022  | Thành tựu đột phá cho thiết kế sản xuất trong sản phẩm truyền hình/phát sóng hoạt hình | Israel Sanchez, Margaret Wuller, Michelle Haejung Park, Kayla Jones và Tania Franco | Đề cử        | [ 9 ]         |
| Giải Annie                    | 12 tháng 3 năm 2022  | Thành tựu đột phá cho lồng tiếng trong sản phẩm truyền hình/phát sóng hoạt hình        | Michael J. Woodard                                                                  | Đề cử        | [ 9 ]         |
| Kidscreen Awards              | 19 tháng 7 năm 2022  | Tập phim truyền hình đặc biệt hoặc cho mùa lễ hội xuất sắc nhất                        | Arlo – Cậu bé cá sấu                                                                | Chưa công bố | [ 10 ]        |
| Giải Hollywood Music in Media | 17 tháng 11 năm 2021 | Bài hát gốc hay nhất trong phim hoạt hình                                              | Ryan Crego và Alex Geringas (cho "Follow Me Home")                                  | Đề cử        | [ 11 ] [ 12 ] |

## Tương lai
Loạt phim truyền hình hoạt hình Arlo ở New York được phát hành trên Netflix vào ngày 27 tháng 8 năm 2021, bao gồm 19 tập phim, tiếp nối câu chuyện của Arlo – Cậu bé cá sấu sau khi Arlo và nhóm bạn tân trang lại khu Bãi bờ bên bờ biển của New York.